# Überlegungen eines Wechselwählers
In dem Buch Überlegungen eines Wechselwählers (1980) geht Sebastian Haffner (1907–1999) der Frage nach, wie Demokratie in Deutschland funktioniert.

## Demokratie in Deutschland
Regierungen werden seit 1949 nicht mehr vom Staatsoberhaupt (Souverän) – dem Kaiser (bis 1918) oder dem Reichspräsidenten (bis 1933) – ernannt, sondern vom Bundestag (Parlament) gewählt. Das Wahlvolk hat also die Funktion des Souveräns übernommen. Dabei musste das Wahlvolk diese neue Rolle erst erlernen. Noch in der Schlussphase der Weimarer Republik wählte das Wahlvolk Parteien, die Interessenvertretungen gegenüber der „von oben“ ernannten Regierung waren, aber an einer funktionierenden Regierung nur wenig Interesse hatten: Sie kontrollierten und kritisierten die Regierung und im Zweifel stürzen sie die Regierung durch ein Misstrauensvotum. Die Interessen der Weimarer Parteien waren andere: Die Zentrumspartei (katholisch) und die DNVP (bürgerlich, national) wollten zur Monarchie zurück („Wir wollen unseren alten Kaiser Wilhelm wiederhaben.“). Die KPD und die NSDAP wollten den sozialistischen (Zentralverwaltungswirtschaft) bzw. den nationalsozialistischen (germanische Herrenrasse, Antisemitismus) Einparteienstaat. Nur die SPD wollte die Weimarer Republik erhalten.

## Das Grundgesetz der Bundesrepublik Deutschland
Mit der Bestimmung des Artikels 63 des Grundgesetzes, wonach der Bundeskanzler (Regierungschef) vom Bundestag gewählt wird, haben die Mütter und Väter des Grundgesetzes sichergestellt, dass die Regierung demokratisch funktioniert. Zumindest die Regierungspartei wird die eigene Regierung schwerlich selber stürzen und auch die Kritik und Kontrolle der Regierung, die ja mit der Mehrheit des Bundestages gewählt ist, fällt milder aus. Ewiges Opponieren gegen die vom Staatsoberhaupt ernannte Regierung wurde auf diese Art und Weise ausgeschlossen. Aus der „Schwatzbude“ (Parlament) wurde ein Haus, aus dessen Mitte die Regierung gestellt wird.

## Die Konsensgesellschaft
Im Gegensatz zu den Parteien in der Weimarer Republik sind die heutigen zwei staatstragenden Parteien (SPD und CDU) keine Interessenvertretungen und keine Weltanschauungsparteien. Es sind Volksparteien, die die verschiedensten Interessen und Weltanschauungen vertreten können – wodurch SPD und CDU natürlich auch nichtssagender und austauschbarer wurden. Die Vorstellung, dass die heutige SPD nur von Arbeitern gewählt wird, ist genauso absurd wie dass das Bürgertum nur CDU wählt. Diese Austauschbarkeit und Beliebigkeit der SPD und CDU ist eine Folge, die sich aus dem Artikel 20 des GG ergibt: „Der Staat ist demokratisch und sozial“. Somit sind sowohl SPD als auch CDU zwangsläufig  sozialdemokratische  Parteien. Andernfalls wären sie verfassungswidrig und könnten verboten werden (Artikel 21 des GG). Helmut Schmidt (1918–2015) formuliert das so: „Das Prinzip der Demokratie hat sich verschwistert mit dem Prinzip des Sozialstaats.“
Mit der „Sozialdemokratisierung“ der Parteien in Deutschland ist der innere Friede gewährleistet („Konsensgesellschaft“).

## Regierung und Reserveregierung
Dass SPD und CDU demokratische Parteien sind – also a) regierungsfähig und b) abwählbar – versteht sich heute von selbst. Das war in der Weimarer Republik nicht der Fall. SPD, Zentrumspartei und DNVP lösten sich ständig in wechselnden Koalitionen in der Regierung ab (Regierungsunfähigkeit, d. h. die Parteien waren untereinander nicht koalitionsfähig). Die KPD und die NSDAP wollten keine anderen Parteien neben sich dulden (Abwählbarkeit nicht gewährleistet). Die Lehre, die das Wahlvolk in den Jahren zwischen 1949 und 1976 zog, war, dass es seine Stimmen gleichmäßig auf nur noch zwei Parteien verteilte: SPD und CDU. Beide Parteien unterscheiden sich nur noch um wenige Prozente. Haffner interpretiert dieses Wahlverhalten dahingehend, dass die Deutschen sich eine Regierung und eine nahe bei der Hand liegende Reserveregierung wünschen, sobald die aktuelle Regierung ihr „natürliches Ende“ erreicht haben sollte. Haffner schätzt, dass eine Regierung nach zwei bis drei Legislaturperioden sich abnutzt. Und an diesem Punkt tritt der Wechselwähler auf den Plan; beim Übergang von der Regierung auf die Reserveregierung. Die Parteien versuchen i. a. zwei Wählertypen im Wahlkampf anzusprechen. Den Stammwähler, indem die Parteien die jeweilige Konkurrenzpartei verteufeln und die Emotionen des Stammwählers ansprechen („Bierzeltatmosphäre“) und den Wechselwähler, den die Parteien überzeugen müssen mit sachlichen Argumenten und brauchbaren Vorschlägen, wie etwas besser gemacht werden kann. Wechselwähler sind es also, die letztendlich den Ausgang der Bundestagswahlen entscheiden und erst durch die Wechselwähler kommt eine Demokratie und die Möglichkeit einer Wahl – Beibehaltung der aktuellen Regierung oder Wechsel zur nahe bei der Hand liegenden Reserveregierung – zum Tragen.

## Zitate
- Die richtige Zahl von Parteien in einer funktionierenden Demokratie ist zwei, und nicht mehr; was darüber ist, das ist von Übel.
- Ein Kanzlerwahlverein ist genau das, was eine Partei in einer Demokratie in erster Linie zu sein hat. Das Parteiprogramm ist zweitrangig.